# Cor van der Hoeven

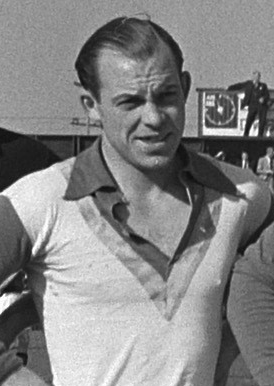
Cor van der Hoeven (1947)

Cornelis „Cor“ van der Hoeven (12. května 1921 – 1. února 2017) byl nizozemský fotbalista. Hrál jako záložník za DWS a Ajax Amsterdam. Třikrát nastoupil i za reprezentaci.

## Osobní život
Narodil se v Amsterdamu.
Zemřel 1. února 2017 v Amsterdamu ve věku 95 let. 